# ニュー・アルケミー・インスティテュート
ニュー・アルケミー・インスティテュート（New Alchemy Institute）は、1969-91年に有機農業、養殖業、バイオシェルター（bioshelter）、再使用可能エネルギーについて研究した機関。

## 参照・外部リンク
- New Alchemy Institute
- Ocean Arks International
- 出版物